# Oligosoma homalonotum
Oligosoma homalonotum — вид сцинкоподібних ящірок родини сцинкових (Scincidae). Ендемік Нової Зеландії. Вид названий на часть новозеландського гепетолога Грема Харді.

## Поширення і екологія
Ophiomorus homalonotum мешкають на островах Грейт-Барр'єр і Літл-Барр'єр в затоці Хауракі. Вони живуть в лісах, часто поблизу струмків.

## Збереження
МСОП класифікує цей вид як вразливий. Oligosoma homalonotum загрожує хижацтво з боку інтродукованих тварин.